# 継立駅

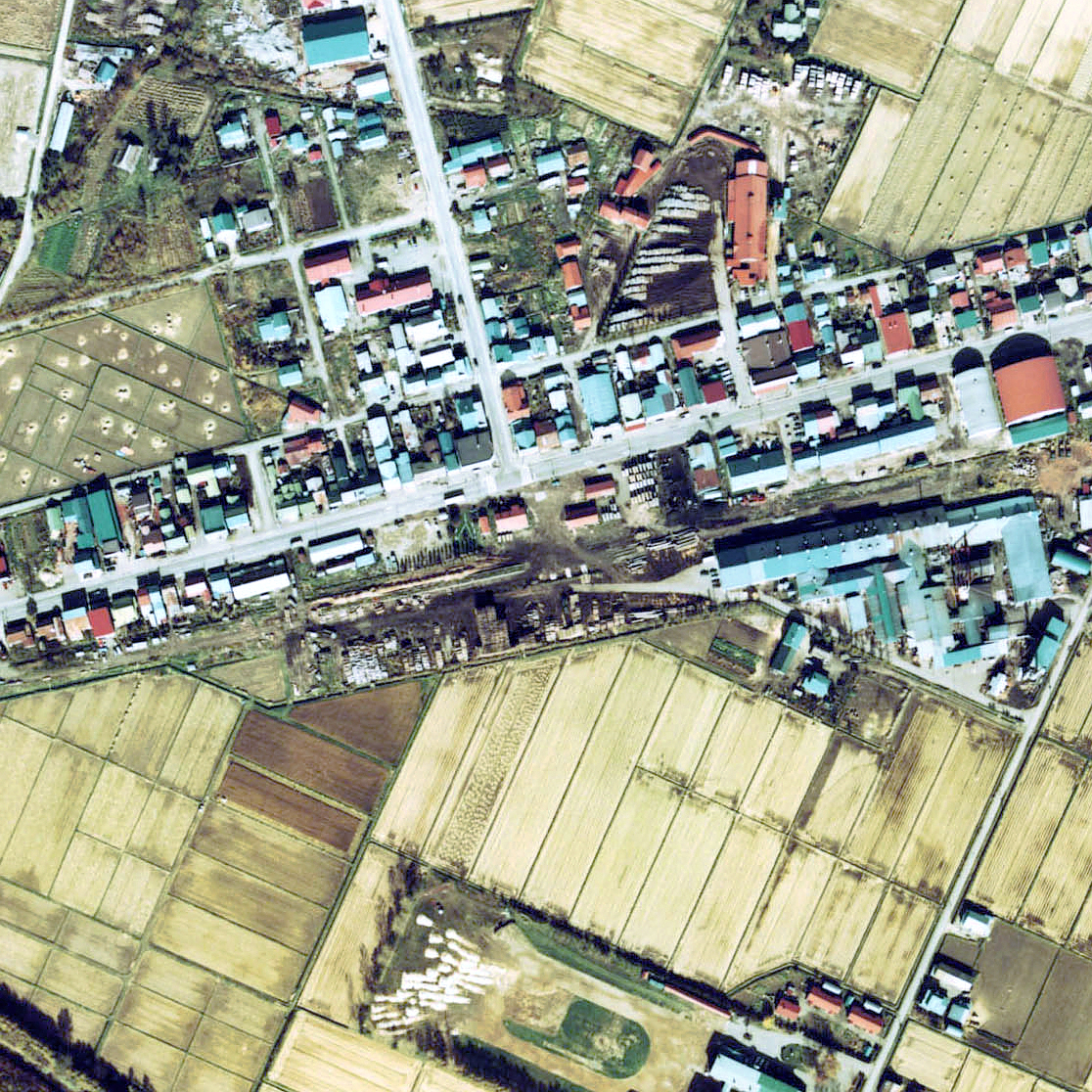
1976年の継立駅跡と周囲500 m範囲。右が夕張本町方面。

継立駅（つぎたてえき）は、北海道夕張郡栗山町継立にあった夕張鉄道の駅（廃駅）である。周辺は農業地帯で主に農産物の搬出と運転上の列車交換を目的とする駅であった。夕張鉄道線の廃止に伴い1975年（昭和50年）に廃止された。

## 歴史
- 1926年（大正15年）10月14日：開業[1]。
- 1927年（昭和2年）：炭鉱の坑内充填用火山灰土の採取・運搬のため、北炭専用鉄道を接続（約1.1 km）[1]。接続は1930年（昭和5年）に終了[1]。
- 1971年（昭和46年）11月15日：旅客営業廃止。
- 1975年（昭和50年）4月1日：廃止。

## 駅構造
島式ホーム1面2線を有する地上駅。終日駅員が配置されていた。なお廃駅後、駅舎は地元企業の事務所となった。

## 駅周辺
駅舎と、周辺の農業倉庫は現存しており、かつての痕跡をとどめている。
- 栗山町役場継立出張所
- 継立郵便局
- 北海道道3号札幌夕張線・北海道道749号鳩山継立停車場線
- 北海道中央バス、栗山町営バス「継立」停留所
  - 北海道中央バスは、1980年代半ばまで「継立駅前」停留所を名乗っていた。
  - 鉄道の代替となる夕鉄バスの路線もあったが2023年10月に廃止された[2]。

## 隣の駅
夕張鉄道
夕張鉄道線
角田駅 - 継立駅 - 新二岐駅